# Actinote napensis
Actinote napensis är en fjärilsart som beskrevs av Jordan 1910. Actinote napensis ingår i släktet Actinote och familjen praktfjärilar. Inga underarter finns listade i Catalogue of Life.